# Miklós Horthy
Miklós vitez Horthy de Nagybánya (mađ. Vitéz nagybányai Horthy Miklós, Kenderes, 18. lipnja 1868. – Estoril, 9. veljače 1957.) je bio mađarski admiral i regent u međuratnom periodu i kroz skoro cijeli Drugi svjetski rat obnašavši tu dužnost od 1. ožujka 1920. pa do 15. listopada 1944. godine.
U vrijeme Austro-Ugarske bio je pomorski časnik, te zapovjednik krstarice i ratne flote.
Sudjelovao je u gušenju pobune mornara u Boki kotorskoj 1918. godine, a uveo je Mađarsku u Drugi svjetski rat na strani Hitlera i sudjelovao je u agresiji na Jugoslaviju. Odgovoran je za istrebljenje Židova[nedostaje izvor] i zločine nad civilima tijekom rata. Na kraju rata, Horthya je u Bavarskoj zarobila američka vojska i držala ga je u zatvoru do kraja rata.
Horthy se pojavio i na Nürnberškom procesu kao svjedok nacističkog terora. Nakon tog svjedočenja Horthy se povukao u Portugal gdje je i preminuo 9. veljače 1957. godine.

## Vanjske poveznice
- Miklós Horthy Association  Arhivirana inačica izvorne stranice od 6. ožujka 2006. (Wayback Machine)
- Miklós Horthy Association's photo archive  Arhivirana inačica izvorne stranice od 18. ožujka 2007. (Wayback Machine)
- Horthy, Miklós: The Annotated Memoirs (pdf)  Arhivirana inačica izvorne stranice od 6. ožujka 2006. (Wayback Machine)
- The memoirs of Admiral Miklós Horthy
- Biography of Admiral Miklós Horthy
- First World War.com -Who's Who - Miklos Horthy de Nagybanya
- Montgomery,John,Flournoy: Hungary-The unwilling satellite  Arhivirana inačica izvorne stranice od 19. travnja 2006. (Wayback Machine)
- Horthy's visit to Germany in 1938 (color; GoogleVideo)  Arhivirana inačica izvorne stranice od 7. travnja 2009. (Wayback Machine)